# Alexandre Ter Sarkissoff
Alexandre Ter Sarkissoff, né le 14 décembre 1911 à Paris et mort le 17 octobre 1991 à Nice, est un militaire et résistant français, compagnon de la Libération. Officier Saint-cyrien affecté à la Légion étrangère, il se rallie à la France Libre en 1940 et entre dans les services de renseignement. Arrêté par le régime de Vichy, il passe une grande partie de la guerre en détention avant de parvenir à s'évader puis à continuer les combats au sein de la 13e demi-brigade de Légion étrangère. Après la guerre, il entre dans l'administration coloniale pour laquelle il exerce diverses fonctions en Extrême-orient et en Afrique.

## Biographie

### Jeunesse et engagement
Alexandre Ter Sarkissoff naît à Paris le 14 décembre 1911, d'un père ingénieur des mines. Après ses études secondaires, il décide de s'engager dans l'armée et entre à l'école spéciale militaire de Saint-Cyr en 1932 dans la promotion "de Bournazel". Sorti sous-lieutenant en 1934, il est affecté à Morhange au sein du 23e régiment de tirailleurs algériens. Promu lieutenant, il est muté en avril 1939 au 1er régiment étranger d'infanterie en Algérie.

### Seconde Guerre mondiale
En janvier 1940, il commence un stage d'observateur en avion à Rabat où il se trouve encore au moment de l'armistice du 22 juin 1940. N'acceptant pas la défaite, il décide de se rallier à la France libre et, le 1er juillet, il s'enfuit en compagnie de Claude Guérin, Paul-Hémir Mezan et Pierre Puech-Samson. Déguisés en aviateur polonais, les quatre hommes parviennent à embarquer dans un navire venant évacuer les troupes polonaises stationnées en Afrique du Nord. Arrivés à Gibraltar, ils prennent contact avec les autorités britanniques qui leur permettent de partir vers l'Angleterre où ils arrivent le 17 juillet 1940. À Londres, Alexandre Ter Sarkissoff s'engage dans les forces françaises libres. Reçu par André Dewavrin, il entre dans les services de renseignement de la France libre et est chargé de retourner au Maroc afin d'y établir un réseau de renseignement. Parti d'Angleterre le 23 août 1940, il arrive à Agadir le 21 septembre suivant et entre en contact avec des officiers français afin de monter son réseau. Victime d'une dénonciation, il est arrêté le 24 octobre 1940 et condamné à vingt ans de travaux forcés en février 1941. Rapatrié en France, il est incarcéré à Saint-Étienne. En décembre 1941, il est transféré à la prison de Gannat où il rencontre Edmond Louveau, Claude Hettier de Boislambert et Antoine Bissagnet,. Avec l'aide de Louveau et de Guérin, il aide à l'évasion de Boislambert et Bissagnet le 2 décembre 1942. en représailles de cette complicité d'évasion, les trois hommes sont transférés à la prison de Riom où ils font connaissance avec Jean de Lattre de Tassigny qu'ils aident également à s'évader le 2 septembre 1943,.
Le 31 décembre 1943, Alexandre Ter Sarkissoff parvient à son tour à s'évader en compagnie d'Edmond Louveau et de Claude Guérin,. Bénéficiant de la complicité du comptable de la prison, les trois hommes parviennent à fabriquer les doubles de clés permettant d'ouvrir les accès à un souterrain communiquant vers l'extérieur. Pris en charge par l'armée secrète, Ter Sarkissoff part dans la Loire où il est hébergé par la française. En mars 1944, il passe en Espagne où il est brièvement incarcéré au camp de Miranda puis, après un passage à Gibraltar, arrive à Alger au mois d'avril. De retour dans les forces françaises libres en mai 1944, il est affecté à Staoueli au sein des commandos de France dont il prend le commandement du 2e groupe. Blessé dans un accident de Jeep en juillet, il est hospitalisé pendant plusieurs mois. En novembre 1944, une fois rétabli, il est muté à la 13e demi-brigade de Légion étrangère avec laquelle il participe à la bataille des Vosges puis à la bataille d'Alsace. En avril 1945, il participe à la prise du massif de l'Authion et termine la guerre avec le grade de capitaine.

### Après-guerre
En novembre 1945, Alexandre Ter Sarkissoff quitte l'armée et entre dans l'administration coloniale. Diplômé de l'école nationale de la France d'outre-mer, il séjourne en Indochine de 1946 à 1953. De retour en Afrique en 1954, il est affecté à Abidjan où il est directeur de cabinet de Pierre Messmer avant de prendre le commandement du cercle de Tillabéri au Niger. Il devient ensuite chef de la région Nord-Cameroun en 1956 puis préfet de la région des Bamilékés en 1958. En 1960, il est nommé directeur de la société immobilière du Cameroun. Il revient en France pour prendre la direction de la société immobilière des HLM de Nice.
Alexandre Ter Sarkissoff meurt le 17 octobre 1991 à Nice où il est inhumé.

## Décorations
|  |  |  |
|  |  |  |

| Officier de la Légion d'honneur                  | Officier de la Légion d'honneur | Officier de la Légion d'honneur | Compagnon de la Libération | Compagnon de la Libération | Compagnon de la Libération | Croix de guerre 1939-1945 | Croix de guerre 1939-1945 | Croix de guerre 1939-1945 |
| Médaille de la Résistance française Avec rosette |                                 |                                 |                            |                            |                            |                           |                           |                           |